# Церковь Сретения Господня (Муром)
Церковь Сретения Господня — храм в Муроме, построен в конце XVIII века на месте деревянной церкви XVI века. Входит в состав Муромского благочиния Муромской епархии Русской православной церкви.

## История
У Сретенской церкви был предшественник — скромный деревянный храм во имя святого великомученика Димитрия Солунского. Он упоминается в древнейшем из сохранившихся документов Мурома — Сотной книге муромского посада 1574 года.
В конце XVIII столетия при Дмитриевской церкви соорудили небольшой теплый деревянный храм во имя Сретения Господня. По всей видимости, это было связано с ростом населения города, а также желанием прихожан иметь храм для совершения круглогодичного цикла богослужений.
К сожалению, точная дата сооружения деревянной Сретенской церкви не сохранилась. Но достоверно известно, что в 1795 году вместо ветхих деревянных храмов Дмитрия Солунского и Сретения Господня была сооружена каменная Сретенская церковь, сохранившаяся доныне. Главным инициатором строительства стал муромский купец первой гильдии Иван Никифорович Зворыкин.
8 мая 1922 года под предлогом оказания помощи голодающему Поволжью из храма изъяли церковное серебро, общим весом 1 пуд, 1 фунт, 44 золотника, что составило примерно 16,5 кг. Среди конфискованного имущества было тринадцать риз с икон, серебряный оклад Евангелия, серебряное кадило, а также украшавшие иконы венцы и жемчуг.
В 1920-е годы с колокольни храма были сброшены колокола. В 1929 году церковь закрыли, решив в здании церкви стал располагаться дом физкультуры. Позже в храме находилась пекарня, оружейный склад и мастерская по изготовлению памятников.